# Synandromyces
Synandromyces Thaxt. – rodzaj grzybów z rzędu owadorostowców (Laboulbeniaceae). Grzyby entomopatogeniczne (pasożytujące na owadach).

## Systematyka i nazewnictwo
Pozycja w klasyfikacji według Index Fungorum: Synandromyces, Laboulbeniaceae, Laboulbeniales, Laboulbeniomycetidae, Laboulbeniomycetes, Pezizomycotina, Ascomycota, Fungi.
Takson ten utworzony został w 1912 r. przez Rolanda Thaxtera. Według Index Fungorum bazującego na Dictionary of the Fungi należy do niego 9 gatunków:
- Synandromyces amarygmae Thaxt. 1931
- Synandromyces floriformis Thaxt. 1931
- Synandromyces geniculatus Thaxt. 1912
- Synandromyces javanus Thaxt. 1915
- Synandromyces peltoidis Thaxt. 1931
- Synandromyces platydemae Thaxt. 1931
- Synandromyces psammoechi Thaxt. 1931
- Synandromyces telephani Thaxt. 1912
- Synandromyces tomari Thaxt. 1931

W Polsce występuje Synandromyces telephani.